# Иванка Гергова
Иванка Йорданова Гергова е български учен, изкуствовед, член-кореспондент на БАН (2015).

## Биография
Родена е на 26 април 1955 г. в Ямбол. През 1978 г. завършва изкуствознание в Националната художествена академия. През 1985 г. защитава кандидатска (докторска) дисертация на тема „Иконостасът в българските земи през XVI- XVIII в.“. От 1991 г. е старши научен сътрудник II ст., а от 2006 г. е старши научен сътрудник I ст. в Институт за изследване на изкуствата- БАН. През 2015 г. защитава дисертация на тема „Култовете на българските светци през Средновековието“ за доктор на изкуствознание. От 2011 г. е професор, а от 2015 г. е член-кореспондент в Българската академия на науките. Специализирала е като стипендиант на фондациите „Волтер“, „Пол Гети“ и „Онасис“. В периода 1997 – 2000 г. е последователно ръководител сектор и научен секретар на Института за изследване на изкуствата. От 2000 до 2004 г. е заместник-директор на Института, а от 2005 до 2014 г. е председател на НС на Института. Била е част от Специализирания научен съвет по изкуствознание и изкуства към Висшата атестационна комисия. Членува в Съвета за опазване на паметниците на културата на Министерството на културата и в Комисията по реставрация на паметниците на изкуството. В периода 1998 – 2017 г. преподава в Националната художествена академия. От 1999 до 2012 г. води лекции в Нов български университет, а от 2002 до 2003 г. в Академията за театрално, танцово и изобразително изкуство (АМТИИ) в Пловдив. През 2020 г. е удостоена със званието Почетен гражданин на Берковица.